# Sean O'Bryan
Sean "Michael" O'Bryan (Louisville (Kentucky), 10 september 1963) is een Amerikaanse acteur en filmproducent.

## Biografie
O'Bryan is geboren en getogen in Kentucky, en op tienjarige leeftijd verhuisde zijn familie naar Los Angeles. 
O'Bryan begon in 1991 met acteren in de televisieserie MacGyver. Hierna heeft hij nog meer dan 130 rollen gespeeld in televisieseries en films zoals Chaplin (1992), Trapped in Paradise (1994), Murder, She Wrote (1992-1995), Brother's Keeper (1998-1999), The Princess Diaries (2001), Big Fat Liar (2002), The Princess Diaries 2: Royal Engagement (2004), Mission: Impossible III (2006), Vantage Point (2008), The Coverup (2008) en Yes Man (2008).
O'Bryan is in 1995 getrouwd en heeft hieruit twee kinderen.
O'Bryan heeft als filmproducer twee televisiefilms geproduceerd, in 2005 Automatic en in 2008 Kink.

## Filmografie

### Films
Selectie:
- 2018 Rust Creek - als sheriff O'Doyle
- 2016 Mother's Day - als politieagent
- 2016 London Has Fallen - als Ray Monroe
- 2013 Olympus Has Fallen - als Ray Monroe
- 2011 New Year's Eve – als pastoor Edwin
- 2008 Yes Man – als Ted
- 2008 The Coverup – als Jack Booker
- 2008 Vantage Point – als Cavic
- 2006 Mission: Impossible III – als feestganger
- 2004 The Princess Diaries 2: Royal Engagement – als Patrick O'Donnell
- 2004 Raising Helen – als Paul Davis
- 2002 Big Fat Liar – als Leo
- 2001 The Princess Diaries – als Patrick O'Connell
- 1995 Crimson Tide – als telefoon prater
- 1994 Trapped in Paradise – als Dick Anderson
- 1992 Chaplin – als Lewis Seeley

### Televisieseries
Uitgezonderd eenmalige gastrollen.
- 2021 - Love, Victor - als pastoor Lawrence - 3 afl.
- 2020 - Shameless - als George - 2 afl.
- 2018 - Borderline Talent - als Bill - 2 afl.
- 2011 - 2018 The Middle - als Ron Donahue - 21 afl.
- 2016 Murder in the First - als Sam Rydell - 3 afl.
- 2012 Good Luck Charlie - als mr. Hammerstone - 2 afl.
- 2010 Dexter – als Dan Mendell – 2 afl.
- 2010 Persons Unknown – als Bill Blackham – 13 afl.
- 2005 Six Feet Under  - als Tom Wheeler – 3 afl.
- 2003 Abby – als Roger Tomkins – 10 afl.
- 1998 – 1999 Brother's Keeper – als Bobby Waide – 23 afl.
- 1995 Pig Sty – als Joe Dantley – 13 afl.